# Campeonato Europeu de Corrida de Montanha de 2005
O 11º Campeonato Europeu de Corrida de Montanha de 2005 foi organizada pela Associação Europeia de Atletismo na cidade de Heiligenblut na Áustria no dia 10 de julho de 2005. Contou com a presença de 162 atletas em duas categorias, tendo como destaque a Áustria com duas medalhas, sendo duas de ouro.

## Resultados
Esses foram os resultados da competição.

### Sênior masculino
Individual 
| Posição           | Atleta           | País       | Tempo   |
| ----------------- | ---------------- | ---------- | ------- |
| Medalha de ouro   | Florian Heinzle  | Áustria    | 1:11.36 |
| Medalha de prata  | Helmut Schiessl  | Alemanha   | 1:12.16 |
| Medalha de bronze | Marco De Gasperi | Itália     | 1:12.35 |
| 4                 | Raymond Fontaine | França     | 1:13.08 |
| 5                 | Robert Krupicka  | Chéquia    | 1:13.10 |
| 6                 | Martin Bajcicak  | Eslováquia | 1:13.38 |
| 7                 | Marco Gaiardo    | Itália     | 1:13.41 |
| 8                 | Martin Cox       | Inglaterra | 1:14.06 |
| 9                 | Steve Vernon     | Inglaterra | 1:14.07 |
| 10                | Gabriele Abate   | Itália     | 1:14.22 |

Equipe 
| Posição           | Equipe     | Pontos |
| ----------------- | ---------- | ------ |
| Medalha de ouro   | Itália     | 20     |
| Medalha de prata  | Inglaterra | 31     |
| Medalha de bronze | França     | 36     |

### Sênior feminino
Individual 
| Posição           | Atleta                | País       | Tempo   |
| ----------------- | --------------------- | ---------- | ------- |
| Medalha de ouro   | Andrea Mayr           | Áustria    | 1:07.42 |
| Medalha de prata  | Anna Pichrtova        | Chéquia    | 1:09.38 |
| Medalha de bronze | Angeline Joly         | Suíça      | 1:10.44 |
| 4                 | Svetlana Demidenko    | Rússia     | 1:11.03 |
| 5                 | Vittoria Salvini      | Itália     | 1:11.34 |
| 6                 | Nathalie Etzensberger | Suíça      | 1:13.25 |
| 7                 | Mary Wilkinson        | Inglaterra | 1:13.35 |
| 8                 | Victoria Wilkinson    | Inglaterra | 1:13.44 |
| 9                 | Antonella Confortola  | Itália     | 1:13.48 |
| 10                | Isabelle Guillot      | França     | 1:13.57 |

Equipe 
| Posição           | Equipe     | Pontos |
| ----------------- | ---------- | ------ |
| Medalha de ouro   | Inglaterra | 34     |
| Medalha de prata  | Itália     | 34     |
| Medalha de bronze | Chéquia    | 41     |

## Quadro de medalhas
| Ordem | País       | Medalha de ouro | Medalha de prata | Medalha de bronze | Total |
| ----- | ---------- | --------------- | ---------------- | ----------------- | ----- |
| 1     | Áustria    | 2               | 0                | 0                 | 2     |
| 2     | Itália     | 1               | 1                | 1                 | 3     |
| 3     | Inglaterra | 1               | 1                | 0                 | 2     |
| 4     | Alemanha   | 0               | 1                | 0                 | 1     |
| 4     | Chéquia    | 0               | 1                | 0                 | 1     |
| 6     | Suíça      | 0               | 0                | 2                 | 2     |
| 7     | França     | 0               | 0                | 1                 | 1     |